# Dendrobium linguella
Dendrobium linguella är en orkidéart som beskrevs av Heinrich Gustav Reichenbach. Dendrobium linguella ingår i släktet Dendrobium, och familjen orkidéer. Inga underarter finns listade i Catalogue of Life.